# 滨海夏朗德省公路网

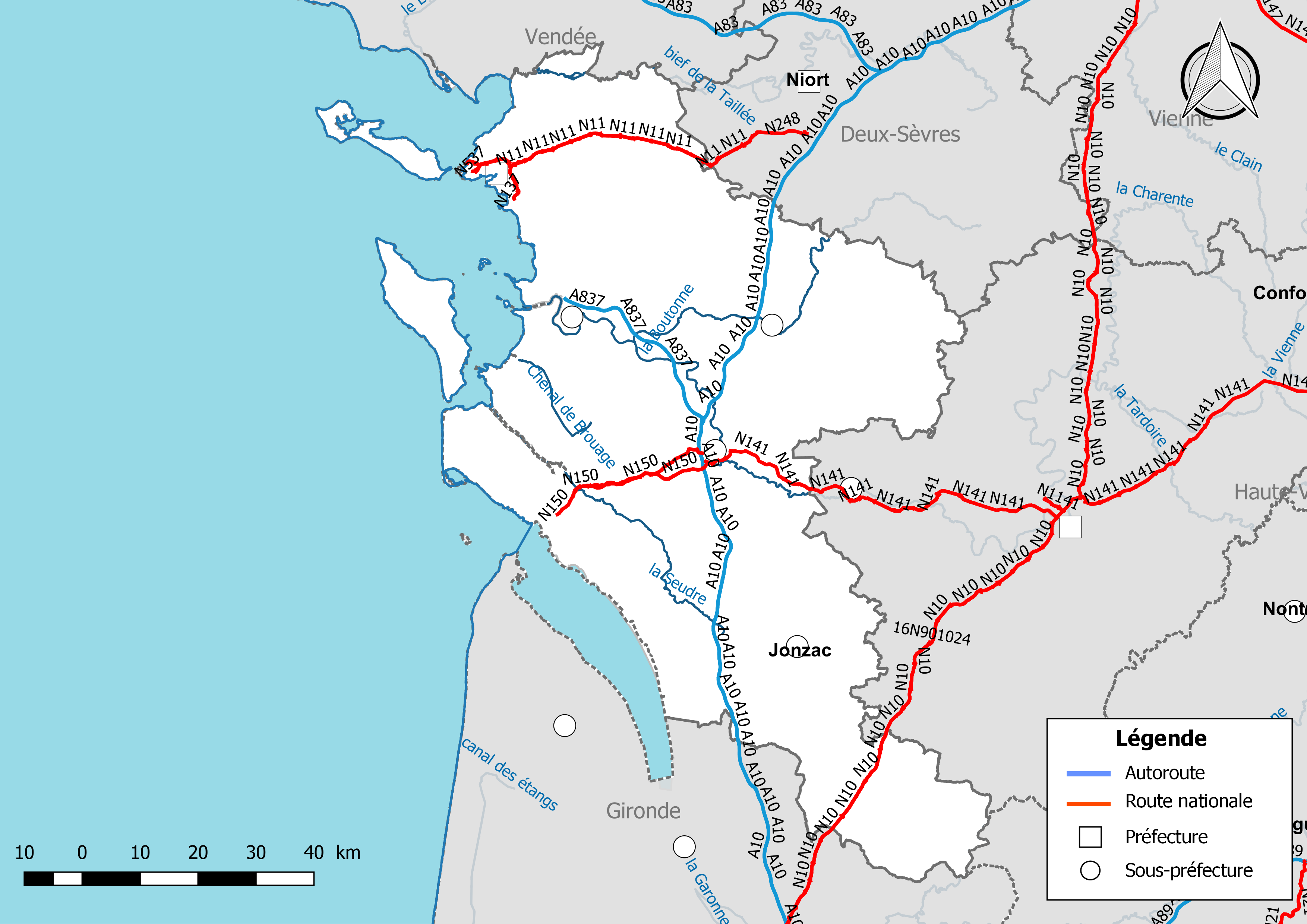
滨海夏朗德省公路网

滨海夏朗德省公路网，是法国滨海夏朗德省境内公路设施的统称。截至2020年3月，滨海夏朗德省境内共有高速公路136公里，国道124公里，省道6084公里以及其它公路12463公里。

## 历史
滨海夏朗德省的第一条公路出现于18世纪末，最初仅供马车行驶，工业革命后开始出现机动车辆。1930年，滨海夏朗德省境内的公路系统进行了统一编号。1930年、1972年和2006年，滨海夏朗德省境内的法国国道系统进行了三次大规模拆分，并重新编号。
|                        | 2002  | 2003  | 2004  | 2005  | 2006  | 2007  | 2008  | 2009  | 2010  | 2011  | 2012  | 2013  | 2014  | 2015  | 2016  | 2017  |
| ---------------------- | ----- | ----- | ----- | ----- | ----- | ----- | ----- | ----- | ----- | ----- | ----- | ----- | ----- | ----- | ----- | ----- |
| 高速公路               | 132   | 132   | 136   | 135   | 135   | 136   | 136   | 136   | 136   | 136   | 136   | 136   | 136   | 136   | 136   | 136   |
| Routes nationales      | 298   | 298   | 299   | 147   | 147   | 130   | 127   | 127   | 127   | 127   | 124   | 124   | 124   | 124   | 124   | 124   |
| Routes départementales | 5831  | 5834  | 5805  | 5800  | 5995  | 5986  | 6003  | 6003  | 6021  | 6038  | 6083  | 6083  | 6084  | 6088  | 6081  | 6084  |
| Voies communales       | 9346  | 9419  | 9610  | 9755  | 9895  | 10188 | 10188 | 10784 | 11340 | 11340 | 11671 | 11837 | 11837 | 11997 | 12342 | 12463 |
| TOTAL                  | 15607 | 15683 | 15850 | 15837 | 16172 | 16440 | 16454 | 17050 | 17624 | 17641 | 18014 | 18180 | 18181 | 18345 | 18683 | 18807 |

## 路网

### 高速公路
- 法国A10号高速公路（滨海夏朗德省境内全长约100公里，共设有4个出入口和1个互通式立交桥）
- 法国A837号高速公路（滨海夏朗德省境内全长约36公里，共设有3个出入口和2个互通式立交桥）

### 国道
- 法国国道N10线（法语：Route nationale 10 (France)），滨海夏朗德省境内全长约18.7公里。
- 法国国道N11线（法语：Route nationale 11 (France)），滨海夏朗德省境内全长约35公里。
- 法国国道N137线（法语：Route nationale 137），滨海夏朗德省境内全长约6.5公里。
- 法国国道N141线（法语：Route nationale 141），滨海夏朗德省境内全长约20.8公里。
- 法国国道N150线（法语：Route nationale 150），滨海夏朗德省境内全长约32.6公里。
- 法国国道N237线（法语：Route nationale 237），滨海夏朗德省境内全长约8.3公里。
- 法国国道N537线（法语：Route nationale 537），滨海夏朗德省境内全长约2公里。
- 法国国道N2537线（法语：Route nationale 2537），滨海夏朗德省境内全长约0.4公里。

### 省道
| 滨海夏朗德省省道列表 |             |                           | |                       |
| 编号                 | 长度 （km） | 起点 连接线               | 主要途径市镇（斜体字表示该道路距离该市镇政府所在地最近距离超过1公里） | 终点 连接线           |
| D2                   | 42.2        | 吉伦特河畔圣福尔 莫贝尔港 | 吉伦特河畔圣福尔 ↔ 洛里尼亚克 ↔ 布瓦 ↔ 桑通日地区圣热尼 ↔ 克利永/吉蒂尼耶尔 ↔ 圣日耳曼德吕西尼昂 ↔ 容扎克 ↔ 尚帕尼亚克 ↔ 默 ↔ 圣锡尔-香槟 | （夏朗德省） D3       |
| D9                   | 16.7        | 皮尔博罗/滨海栋皮埃尔     | 皮尔博罗/滨海栋皮埃尔 ↔ 圣艾克桑德尔 ↔ 维勒杜 ↔ 沙龙 | （旺代省） D10A       |
| D25                  | 53.1        | 阿尔韦尔 D14              | 阿尔韦尔 ↔ 拉特朗布拉德 ↔ 莱马特 ↔ 滨海圣帕莱 ↔ 滨海沃 ↔ 鲁瓦扬 ↔ 圣乔治德迪多讷 ↔ 吉伦特河畔梅谢尔 | 吉伦特河畔梅谢尔 D145 |
| D137 （北段）        | 17.2        | （旺代省） D137           | 马朗 ↔ 昂迪伊 ↔ 欧尼地区圣旺 ↔ 圣苏勒 | 圣苏勒 N11            |
| D137 （南段）        | 113         | 艾特雷/昂古兰 D137        | 艾特雷 ↔ 昂古兰 ↔ 滨海萨勒 ↔ 圣维维安/沙特拉永普拉日 ↔ 伊夫 ↔ 圣洛朗德拉普雷 ↔ 韦尔热鲁 ↔ 罗什福尔 ↔ 托奈-夏朗德 ↔ '沙巴里奥 ↔ 圣伊波利特 ↔ 拉瓦莱 ↔ 伯尔莱 ↔ 罗默古/圣叙尔皮斯达尔努 ↔ 圣波尔谢尔 ↔ 莱塞萨尔 ↔ 圣乔治代科托 ↔ 桑特 ↔ 莱贡 ↔ 普雷吉亚克/贝尔讷伊 ↔ 拉雅尔 ↔ 圣莱热/科隆比耶 ↔ 贝吕尔 ↔ 圣帕莱德菲奥兰 ↔ 莫斯纳克 ↔ 桑通日地区圣热尼 ↔ 普拉萨克 ↔ 圣西日斯蒙德克莱蒙/孔萨克/尼厄勒勒维鲁伊 ↔ 圣迪藏迪布瓦 ↔ 米朗博附近圣马夏尔 ↔ 米朗博 | （吉伦特省） D954     |
| D150                 | 42.9        | 桑特 N141                 | 桑特 ↔ 丰库韦尔特 ↔ 勒杜埃/韦内朗/埃科约 ↔ 新城圣伊莱尔 ↔ 阿尼耶尔拉吉罗 ↔ 圣让当热利 ↔ 埃苏韦尔 ↔ 卢莱 ↔ 韦尔涅 ↔ 拉克鲁瓦孔泰斯 ↔ 拉孔泰斯新城 | （德塞夫勒省） D650   |
| D730                 | 103         | 鲁瓦扬 自由大街           | 鲁瓦扬 ↔ 圣乔治德迪多讷 ↔ 瑟米萨克 ↔ 格雷扎克 ↔ 科兹 ↔ 埃帕尔涅 ↔ 舍纳克-圣瑟兰迪泽 ↔ 吉伦特河畔莫尔塔涅 ↔ 布特纳克-图旺 ↔ 布里苏莫尔塔涅 ↔ 弗卢瓦拉克 ↔ 吉伦特河畔圣福尔 ↔ 洛里尼亚克 ↔ 圣拉梅 ↔ 圣锡耶迪塔永 ↔ 孔萨克 ↔ 瑟米亚克 ↔ 米朗博附近圣马夏尔 ↔ 米朗博 ↔ 苏布朗 ↔ 米朗博附近苏利尼亚克 ↔ 库尔皮尼亚克 ↔ 沙穆亚克 ↔ 苏梅拉 ↔ 蒙唐德尔 ↔ 瑞萨 ↔ 舍尼耶 ↔ 蒙略拉加尔德 ↔ 奥里尼奥勒 ↔ 圣马丁达里 ↔ 蒙吉永 ↔ 勒富尤 ↔ 圣马丁德库 ↔ 圣艾居兰      | （多尔多涅省） D730   |
| D733                 | 41.2        | 韦尔热鲁/罗什福尔 D137    | 韦尔热鲁 ↔ 罗什福尔 ↔ 埃希耶 ↔ 圣阿尼昂 ↔ 圣让当格勒/香槟 ↔ 拉格里佩里-圣桑福里安 ↔ 圣索尔南/圣热姆 ↔ 勒居阿 ↔ 莱吉耶 ↔ 鲁瓦扬地区圣叙尔皮斯 ↔ 鲁瓦扬 | 鲁瓦扬 D25            |
| D911                 | 40          | （德塞夫勒省） D911       | 圣皮埃尔达米伊 ↔ 圣乔治迪布瓦 ↔ 叙热尔 ↔ 圣皮埃尔拉努 ↔ 米龙 ↔ 托奈-夏朗德 ↔ 罗什福尔 | 罗什福尔 D733         |
| D939                 | 90          | 艾特雷 艾德蒙·格拉塞大街  | 艾特雷 ↔ 拉雅尔讷 ↔ 拉雅里/滨海萨勒 ↔ 克鲁瓦沙波 ↔ 欧尼地区艾格尔弗耶 ↔ 福尔日 ↔ 尚邦 ↔ 圣皮埃尔拉努 ↔ 叙热尔 ↔ 圣马达尔 ↔ 布勒伊拉雷奥尔特 ↔ 贝尔奈-圣马丁 ↔ 皮罗朗/库朗 ↔ 纳尚 ↔ 圣卢 ↔ 朗德 ↔ 拉韦尔涅 ↔ 圣让当热利 ↔ 圣朱利安德莱斯卡普 ↔ 瓦赖兹 ↔ 欧马涅/拉布鲁斯 ↔ 马塔附近布朗扎克 ↔ 马塔 ↔ 昂 ↔ 卢济尼亚克 ↔ 锡克 ↔ 讷维克堡 | （夏朗德省） D939     |
| 1. 2. 3.             |             |                           | |                       |